# Fanny Stöckert
Fanny Stöckert (* 5. November 1844 in Jessen (Elster); † 6. September 1908 in Bornstedt (Potsdam)) war eine deutsche Schriftstellerin.

## Leben
Der Vater von Fanny Stöckert war Prediger in Jessen. Er wurde als Oberprediger nach Calbe (Saale) berufen, wo sie ihre Kindheit verbrachte. 1866, nach dem Tode des Vaters, zog die Familie nach Zerbst/Anhalt und hier begann sie Erzählungen und Novellen für Zeitungen zu schreiben. Später lebte sie in Bornstedt bei Potsdam, wo sie im Alter von 63 Jahren verstorben ist.

## Werke
- Gertruds Tagebuch. Erzählung für junge Mädchen. Flemming, Glogau 1889.
- Prinzessin Beate. Erzählung für junge Mädchen. Flemming, Glogau 1889.
- Tante Dorothee. Geibel, Altenburg 1895.
- Verdientes Glück. Erzählung für junge Mädchen. Abel & Müller, Leipzig 1900.
- Hausmütterchen. Eine Erzählung. Kühn, Neuruppin 1900.
- Die Insulanerin. Erzählung für junge Mädchen. Abel & Müller, Leipzig 1901.
- Zukunftslos. Novelle. Weichert, Berlin 1902.
- Von Sieben die älteste. Erzählung für junge Mädchen. Abel & Müller, Leipzig 1906.